# Chelsea Headhunters
Chelsea Headhunters är en huliganfirma i Västeuropa. De utger sig för att slåss för den engelska fotbollsklubben Chelsea FC. Chelsea Headhunters uppmärksammades i en BBC-dokumentär den 9 november 1999. där reportern Donal MacIntyre under säsongen 1998-1999 infiltrerat gruppen med dolda kameror och mikrofon.
Den svenske domaren Anders Frisk blev hotad av denna grupp efter en match i UEFA Champions League säsongen 2004/2005 mellan FC Barcelona och Chelsea FC, vilket också ledde till slutet på dennes domarkarriär.

### Fotnoter
1. ↑  ”Making a new start”. bbc.co.uk. http://news.bbc.co.uk/2/hi/programmes/hooligans/1962503.stm. Läst 10 december 2012.
2. ↑  Andreas Alfredsson (2 februari 2000). ”Vi är här för att kriga”. Aftonbladet. http://wwwc.aftonbladet.se/sport/0002/02/film.html. Läst 27 februari 2017.